# バーノン・スミス
バーノン・ロマックス・スミス（Vernon Lomax Smith、1927年1月1日 - ）は、米国の経済学者。
カリフォルニア州オリンジにあるチャップマン大学の経済学教授（Argyros School of Business and Economics and School of Law）であり、ジョージ・メイソン大学の研究学者でもある。専門は実験経済学。その他に資本理論、ファイナンス論、資源経済学の研究も行い、論文、著書多数。

2002年ノーベル経済学賞を受賞。

## 略歴
- 1927年　カンザス州ウィチタで生まれる。
- Wichita North High Schoolとフレンズ大学に通う。
- 1949年　カリフォルニア工科大学で電気工学を修了する（B.S.）。
- 1952年　カンザス大学にて経済学修士を取得する（M.A.）
- 1955年　ハーバード大学にて経済学博士号を取得する（Ph.D.）。
- 1955年～1967年　パデュー大学の教授として教える。
- 1967年～1968年　ブラウン大学の教授として教える。
- 1968年～1972年　マサチューセッツ大学（アムハースト）の教授として教える。
- 1972年～1973年　スタンフォードの行動科学先端研究センターに移る。
- 1973年～1975年　カリフォルニア工科大学の教授として教える。
- 1975年～2001年　アリゾナ大学の教授として教える。
- 2002年　ノーベル経済学賞を受賞する。
- 2002年～2008年  ジョージ・メイソン大学の経済学と法学の教授として教える。
- 2008年～現在　カリフォルニア州オリンジにあるチャップマン大学のthe Economic Science Institutionに移る。

## 人物
- 経済理論が想定する環境を実験室の中に再現し、人間を被験者としてデータ収集、理論の検証を行う実験経済学の方法論の確立が評価され、2002年ノーベル経済学賞を受賞。
- また、人類が直面する地球規模の諸問題に対して優先順位を提起したコペンハーゲン・コンセンサス会議にも参加。

- 2005年2月、自身がアスペルガー症候群であると公表。[1]

## 著書

### 単著
- Investment and Production: A Study in the Theory of the Capital-using Enterprise, (Harvard University Press, 1961).
- Papers in Experimental Economics, (Cambridge University Press, 1991).
- Bargaining and Market Behavior: Essays in Experimental Economics, (Cambridge University Press, 2000).
- Rationality in Economics: Constructivist and Ecological Forms, (Cambridge University Press, 2008).

### 共著
- Economics: An Analytical Approach, with Ralph K. Davidson and Jay W. Wiley, (Irwin, 1958, Rev. ed., 1962).

### 編著
- Economics of Natural & Environmental Resources, (Gordon and Breach, 1977).
- Experimental Economics, (Elgar, 1990).

### 共編著
- Experiments in Decision, Organization and Exchange, co-edited with Richard H. Day, (North-Holland, 1993).
- The Law and Economics of Irrational Behavior, co-edited with Francesco Parisi, (Stanford Economics and Finance, 2005).

### Articles
- Interview with Vernon Smith, Region Focus, Spring 2003
- Reflections On Human Action After 50 Years[リンク切れ] by Vernon L. Smith, Cato Journal, Fall 1999
- "Using Experiments to Inform the Privatization/Deregulation Movement in Electricity,"[リンク切れ] by Stephen J.Rassenti, Vernon L.Smith, and Bart J.Wilson, Cato Journal, Winter 2002
- The Clinton Housing Bubble, Vernon L. Smith, The Wall Street Journal, December 18, 2007
- Human Betterment through Globalization by Vernon L. Smith, December 19, 2008
- From Bubble to Depression?, Steven Gjerstad and Vernon L. Smith, Wall Street Journal, April 6, 2009